# Блида (город)
Бли́да (араб.  البليدة‎) — город на севере Алжира, административный центр одноимённого вилайета. Расположен примерно в 45 км к юго-западу от столицы страны — города Алжир, у подножья хребта Телль-Атлас, на высоте 260 м над уровнем моря. Население по данным на 2008 год составляет 163 586 человек. Название Блида происходит от арабского слова «белда» — город.
Вблизи города находится ущелье Шиффа, которое является одним из немногих мест обитания магота (варварийской обезьяны).
Динамика численности населения города:
| 1977    | 1987    | 1998    | 2008    |
| ------- | ------- | ------- | ------- |
| 116 949 | 127 284 | 144 225 | 163 586 |

## Известные уроженцы
- Виктор Маргерит — французский романист, драматург, поэт
- Жан Кулон — французский математик и геофизик